# هیو ولچمن
هیو ولچمن (انگلیسی: Hugh Welchman؛ زادهٔ ۱۹۷۵) تهیه‌کننده فیلم، کارگردان فیلم، فیلم‌نامه‌نویس و پویانما اهل بریتانیا است.
از فیلم‌ها یا مجموعه‌های تلویزیونی که وی در آن‌ها نقش داشته‌است، می‌توان به پیتر و گرگ و دوستدار تو، ونسان اشاره نمود.
وی همچنین برندهٔ جوایزی همچون جایزه اسکار بهترین پویانمایی کوتاه شده‌است.